# Semana Santa en Robledo de Chavela
En la Semana Santa de Robledo de Chavela (Madrid) sobresalen dos manifestaciones populares especialmente interesantes: la Procesión de la Virgen de los Dolores y el Día del Judas.

## Procesión de laVirgen de los Dolores(Viernes Santo)
En esta procesión las mujeres son las encargadas de entonar los cantos (que se difunden mediante altavoces desde la iglesia parroquial a todo el pueblo), cada una de las siete veces que suenan las campanas (una por cada dolor), con un golpe seco de campana con sonido funerario.
Se realizan siete paradas en la procesión (tras cada una de las series de campanadas) en las que es una costumbre recoger piedras del suelo, que se arrojan posteriormente a algún tejado, buscando la buena suerte para el siguiente año.
La procesión sale a las nueve de la noche y transcurre por las calles céntricas del pueblo. La Virgen es acompañada por todos los robledanos con ciírios encendidos, mientras las luces de las calles del recorrido permanecen apagadas.
Otros pueblos de España celebran de forma muy similar esta fiesta: Crevillente (Valencia), Torreblanca (Castellón) o Valladolid.

### Los cantos
Los cantos entonados desde la iglesia tienen las siguientes características:
1. Son cantados exclusivamente por mujeres, excepto el estribillo.
2. Se cantan a capella, es decir, sin ningún tipo de acompañamiento instrumental musical.
3. El canto es monódico: Se interpreta a una sola voz y no a varias, como en el canto polifónico.
4. Se repite la misma melodía para los siete dolores con su estribillo.
5. La letra y la música son tradicionales, de autor desconocido, y han ido pasando de generación en generación mediante transmisión oral.

### Las piedras arrojadas
Tras cada toque de campana, en cada una de las siete paradas donde se canta cada dolor, los robledanos recogen del suelo una piedrecita, que van guardando en la mano o o en los bolsillos. Al finalizar la procesión, una vez reunidas las siete piedrecitas, son lanzadas encima de los tejados de las casas más cercanas, para que ningún miembro de su familia padezca dolor o enfermedad durante el año.

## Día del Judas (Domingo de Resurrección)
El Día del Judas celebrado en Robledo de Chavela lo organizan los juderos, o quintos de la localidad. Los quintos se encargarán de apedrear un muñeco, clavado en lo alto de un largo tronco:

El Judas es un muñeco que los quintos hacen y disfrazan del personaje que haya sido más popular durante el año; se ata a un pino de gran altura (motivo de competición entre las quintas de años sucesivos) y se acompaña de cántaros que se cuelgan en cruz en lo alto del tronco; antiguamente en ellos se introducían animales que caían al vacío al ser apedreados a la voz de:
—¿Quién te mató?
—¡Aquél!
—¡A pedradas con él!
¿En la actualidad se ha conseguido cambiar esa costumbre cambiándolos por caramelos y confeti, pero manteniendo las palomas que salen volando al romperse los cántaros. Por la noche los quintos han rondado a sus madres, novias y amigos con canciones tradicionales autóctonas manteniendo los cánticos hasta las doce de la mañana, momento en el que se produce el encuentro de Jesucristo resucitado con la Virgen María. A mediodía, los quintos se reúnen a comer los tradicionales corderos o cabritos.

(V.  la página dedicada al tema de La Almenara).
En 2015 se dejan de utilizar también las palomas, quedando dentro de los cántaros confeti, banderas y chucherías, evitando así cualquier posible maltrato animal. 
En el largo tronco donde se cuelga al Judas se ponen carteles satíricos que hacen referencia a la situación política y social del momento.
Esta fiesta se celebra ante las imágenes de la  Virgen y de Cristo resucitado, y el apedereamiento comienza en el momento en que esas dos tallas se juntan en la Plaza. La imagen de la Virgen ha sido previamente "desvelada" antes de acercarla a la de Jesús.
La fiesta enlaza igualmente con los antiguos ritos de iniciación de la adolescencia (aunque pospuesta a la edad en que los jóvenes ya son "quintos"), como la fiesta de la Hoguera de los Quintos, también organizada por los jóvenes en Robledo de Chavela.